# Ігнатьєв Михайло Васильович
Михайло Васильович Ігнатьєв (нар. 8 січня 1962, Малі Торхани—18 червня 2020, Санкт-Петербург) — російський політик. Голова Чувашії (2010—2020).

## Біографія
Народився 8 січня 1962 року у присілку Малі Торхани Чуваської АРСР.
У 1981 році закінчів Чебоксарський енергетичний технікум.
У 1999—2001 — голова Чебоксарського району Чувашії. 
У 2002 по 29 серпня 2010 — міністр сільського господарства Чувашії.
3 29 серпня 2010 по 29 січня 2020 — голова Чувашії.
Помер 18 червня 2020 року від серцевої недостатністі.